# Melanie Schlanger
Melanie Renee Schlanger Wright (Nambour, 31 agosto 1986) è un'ex nuotatrice australiana.

## Palmarès
- Olimpiadi

Pechino 2008: oro nella 4x200m sl e bronzo nella 4x100m sl.
Londra 2012: oro nella 4x100m sl, argento nella 4x200m sl e nella 4x100m misti.
- Mondiali

Melbourne 2007: oro nella 4x100m sl.
Kazan 2015: oro nella 4x100m sl e bronzo nella 4x100m misti.
- Giochi PanPacifici

Victoria 2006: bronzo nei 100m sl, nella 4x100m sl e nella 4x100m misti.
Gold Coast 2014: oro nella 4x100m sl e argento nella 4x200m sl.
- Giochi del Commonwealth

Glasgow 2014: oro nella 4x100m sl.